# 1788

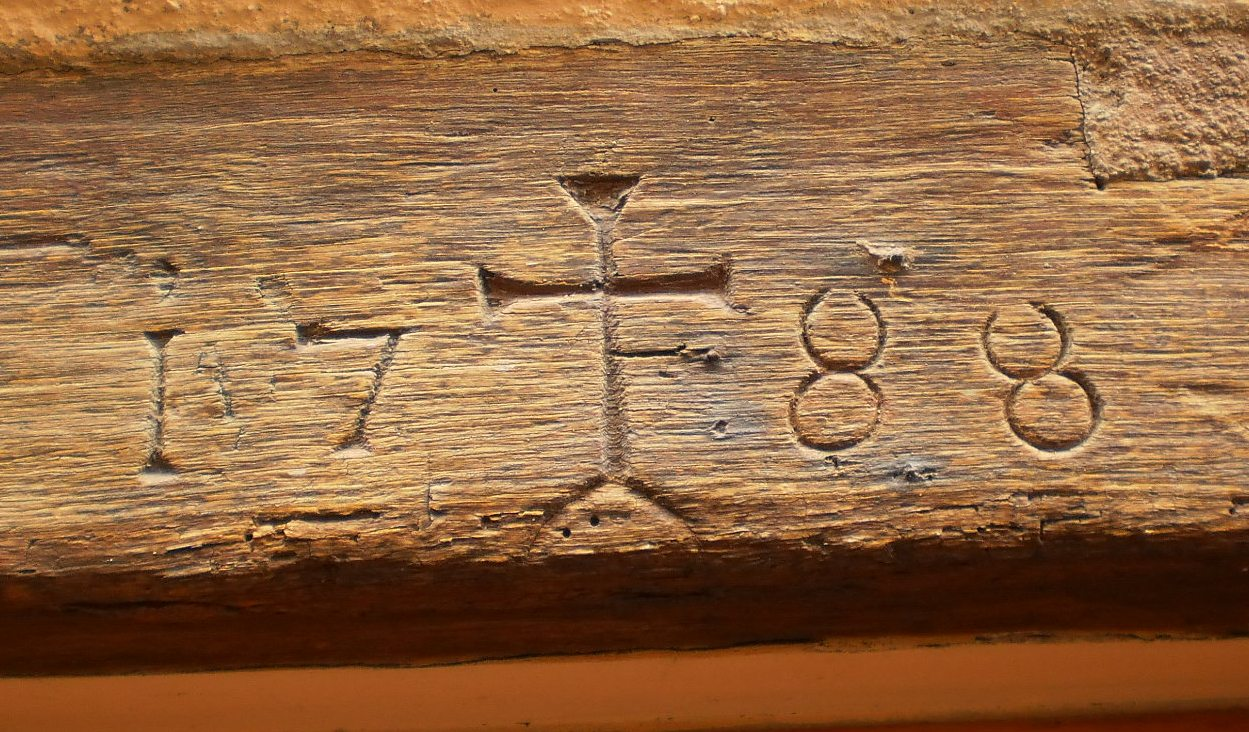
Llinda d'una casa del barri de les Coromines de la Pobla de Lillet

## Esdeveniments
Països Catalans
Resta del món
- 1 de gener - Publicació a Londres del primer número del diari The Times.
- 2 de gener: Geòrgia (Estats Units) ratifica la Constitució dels Estats Units i es converteix en el quart estat de la Unió.
- 9 de gener: Connecticut ratifica la Constitució dels Estats Units i es converteix en el cinquè estat de la Unió.
- 6 de febrer: Massachusetts ratifica la Constitució dels Estats Units i es converteix en el sisè estat de la Unió.
- 28 d'abril: Maryland ratifica la Constitució dels Estats Units i es converteix en el setè estat de la Unió.
- 23 de maig: Carolina del Sud ratifica la Constitució dels Estats Units i es converteix en el vuitè estat de la Unió.
- 21 de juny: Nou Hampshire ratifica la Constitució dels Estats Units d'Amèrica i es converteix en el novè estat de la Unió.
- 25 de juny: Virgínia ratifica la Constitució dels Estats Units d'Amèrica i es converteix en el dècim estat de la Unió.
- 10 d'agost - Wolfgang Amadeus Mozart compon la seva última simfonia, n. 41.

## Naixements
- 22 de gener, Londres, Anglaterra: Lord Byron, poeta romàntic anglès (m. 1824).
- 5 de febrer, Lancashire, Anglaterra: Sir Robert Peel, polític anglès, Primer Ministre del Regne Unit (m. 1850).[1]

- 29 de març, Madrid, Espanya: Carles Maria Isidre de Borbó, aristòcrata espanyol pretendent al tron d'Espanya.
- 10 de maig, Broglie, Eure: Augustin Jean Fresnel, físic francès, fundador de l'òptica moderna, pare dels fars moderns (m. 1827)[2]
- 25 de setembre, Königsberg, Prússia: Johann Theodor Mosewius, cantant d'òpera, director del cor i director musical
- 1 d'octubre, Bermudes: Mary Prince, esclava, abolicionista i autobiògrafa britànica.[3]
- 29 de desembre, Ormaiztegi, País Basc: Tomás de Zumalacárregui y de Imaz, militar carlista basc.
- Riga: August Heinrich von Weyrauch, músic i compositor letó.
- Grècia: Athanasios Diakos, militar

## Necrològiques
Països Catalans
Resta del món
- 16 d'abril, París - Georges-Louis Leclerc, naturalista, matemàtic, biòleg, cosmòleg i escriptor francès (n. 1707).[4]
- 6 de desembre, Saint-Cloud: Nicole-Reine Lepaute, matemàtica i astrònoma francesa del segle xviii.[5]
- 14 de desembre
  - Madrid: Carles III d'Espanya, rei de les Dues Sicílies (1735-1759) i rei d'Espanya (1759-1788).
  - Hamburg (Alemanya): Carl Philipp Emanuel Bach, compositor alemany (n. 1714).
- Francesco Zanetti Itàlia Compositor de Música de cambra.